# 6801 Стршеков
6801 Стршеков (6801 Střekov) — астероїд головного поясу, відкритий 22 жовтня 1995 року.
Тіссеранів параметр щодо Юпітера — 3,643.